# 야마카와정 (도쿠시마현)
야마카와정(山川町)은 도쿠시마현 오에군의 옛 정이다. 현재는 요시노가와시 야마카와정에 해당한다.

## 개요
정촌 합병 촉진법에 근거한 쇼와의 대합병에 의해 1955년1월 1일 야마세 정, 가와다정 및 미야마촌의 일부가 합병해 탄생했다. 그 후 헤세의 대합병에 의해 2004년 10월 1일, 오에 군내의 정촌과 합병해 요시노가와 시가 되었다. 야마카와 정이었던 구역은 요시노가와 시 야마카와 정으로 구분되었다.
전통 산업으로서 일본 종이 만들기가 있다. 8세기경, 기부족이 야마카와정의 땅에 들어가 종이나 천을 제조했을 무렵부터의 역사가 있다고 여겨진다. 아와와지 전통산업회관에서 종이뜨기를 체험할 수 있다

## 역사
- 1889년 10월 1일 - 정촌제 시행에 수반해 오에군 야마세촌, 가와다촌, 미야마촌이 성립하였다.
- 1926년 5월 5일 - 야마세촌이 정으로 승격해 야마세정이 되었다.
- 1928년 11월 1일 - 가와다촌이 정으로 승격해 가와다정이 되었다.
- 1955년 1월 1일 - 야마세촌, 가와다정, 미야마촌의 일부가 합병해 야마카와정이 되었다. 미야마촌의 잔부는 다른촌과 합병해 미사토 촌을 신설하였다.
- 2004년 10월 1일 - 가모지마정·가와지마정·미사토촌과 합병되어 요시노가와시가 되었다.

## 출신자
- 하라이 타카시 (요시카와 시장)